# Анархия (DC Comics)
Анархия (англ. Anarky) — персонаж вселенной DC Comics, враг Бэтмена. Впервые он появился в Detective Comics #608 (ноябрь 1989).

## Вымышленная биография
Анархия (настоящее имя — Лонни Мачин) дебютировал как противник Бэтмена, когда он откликнулся на напечатанную в газете жалобу о том, что владелец местной фабрики сливал токсичные отходы в реку Готэма, отравляя воду в ней. Он напал на владельца фабрики и убил бы его, если бы ему не помешал Бэтмен. Анархия и Бэтмэн в конечном счете вступили в бой, и во время их краткой битвы, Бэтмэн выяснил, что Анархия на самом деле был ребёнком двенадцати лет. Будучи пойманным, Лонни был заключён в подростковом исправительном учреждении. Однако он часто убегал и устраивал протесты в окрестностях Готэм-сити, неоднократно сталкиваясь в бою с Бэтменом. Во время периодов лишения свободы Лонни действовал в качестве компьютерного хакера Денежного Паука. В этом качестве он украл деньги у крупных корпораций и передал их людям из стран третьего мира, где, как он полагал, они принесут больше пользы. Этой схеме помешал Робин .
Выйдя на свободу, Aнархия построил машину, которая позволила ему объединить оба полушария мозга, давая ему увеличенное восприятие окружающего мира, что он воспринимал как просветление. Aнархия в конечном счете принял решение прекратить двойную жизнь и сфальсифицировал свою смерть. Тогда он стал работать в уединении, чтобы создать утопическое общество. У него было несколько дальнейших встреч с Бэтмэном, а также с демоном Этриганом (Etrigan) и Дарксайдом. В конечном счете, из-за землетрясения в Готэме, Aнархия перебрался на новую базу под Вашингтонским Монументом.
У Aнархии были стычки с Зелёной Стрелой , Лигой Справедливости , Молодой Справедливостью и Робином.
Лонни был захвачен и держался заложником Улиссом Хэдрианом Армстронгом по прозвищу Генерал, который взял мантию Aнархии, чтобы устраивать бессмысленные акты хаоса и разрушения на улицах Готэма.

### Денежный Паук и второй Анархия
Лонни был захвачен и удержан против своей воли Генералом, который хотел не только уничтожить роль Анархии в Готэме и Вашингтоне, но и убить Лонни, чтобы он никогда не вернулся к роли Анархии. Генерал отравил Мачина и оставил его в состоянии паралича. Связанный с его единственной здоровой частью своего тела, мозгом, Лонни мог разговаривать только через компьютерную программу и был неспособен самостоятельно дышать.
Армстронг очевидно выстрелил Мачину в голову и уже затем отравил его медикаменты, которые оставили его в его парализованном состоянии. После того, как его нашёл Тим Дрейк, Лонни был спасен от нового Анархии. В то время как Мачин, присоединенный к компьютеру, лежал на больничной койке, с ним снова связался Тим Дрейк, который открыл ему свою личность Красного Робина и попросил, чтобы он как Денежный паук был его «оракулом» и добывал ему необходимую информацию. Он попросил, чтобы Лонни стал настоящим «Денежным Пауком», чтобы создать международную сеть, которая получит доступ к преступным и корпоративным финансовым операциям. Это заинтриговало Maчина и они объединились.

### Пост-Флэшпойнт
Когда злодей по прозвищу Загадочник отключил электричество в Готэме, город оказался погружён в хаос. К Готэму приближался крупный шторм, и для эвакуации населения туда был направлен отряд морских пехотинцев, в числе которых был Джон Стюарт. На футбольном стадионе, где укрылись беженцы, морпехи и встретили Анархию, который призывал собравшихся оккупировать стадион и заставить власти вернуть людям деньги, потраченные на его реконструкцию. По поручению Анархии пехотинцев поймали, но Стюарт с несколькими товарищами смогли сбежать. Они попытались арестовать Анархию и снять с него маску, но та оказалась заминирована. Использовав эту возможность для побега, анархист скрылся, затерявшись в толпе.

## Силы и способности
- Интеллект уровня гения: У Лонни усилены оба полушария мозга, что дает ему невероятно высокий уровень интеллекта.
- Профессиональный хакер: Анархия в качестве Денежного Паука смог снять со счетов деньги многих крупных мировых корпораций, что показывает большой уровень хакерского мастерства.
- Боевые искусства: Мачин в совершенстве знает кунг-фу, айкидо, каратэ, джиу-джитсу и из них создал свой собственный гибридный стиль боя.

## Снаряжение
- Дубинка Анархии: особая дубинка, оборудованная электрошокером.
- Звезды Анархии: специализованные сюрикены.
- «Макс» (Max): собственноручно созданный Лонни бортовой компьютер, обладающий самосознанием.
- "Коктейль Молотова : любимое наступательное оружие анархии

## Видеоигры
- Анархия появляется в игре Batman: Arkham Origins, относясь к категории особо опасных преступников. Поначалу нужно обезвредить три бомбы (размещены в коммерческом банке, казино, полицейском участке), а после победить его в здании городского суда Соломона Уэйна. Победив в схватке, Бэтмен снимает маску с Анархии и видит, что перед ним - подросток. Роль озвучил Мэттью Мерсер.